# Чужая земля
Чужая земля — дев'ятий альбом російського рок-гурту «Наутилус Помпилиус».

## Список композиций
| #   | Назва                       | Автор слів | Автор музики | Тривалість |
| --- | --------------------------- | ---------- | ------------ | ---------- |
| 1.  | «Монгольская степь»         | Кормільцев | Бутусов      | 4:51       |
| 2.  | «Эти реки»                  | Кормільцев | Бутусов      | 5:03       |
| 3.  | «Иван Человеков»            | Кормільцев | Бутусов      | 5:03       |
| 4.  | «Чистый бес»                | Бутусов    | Бутусов      | 3:45       |
| 5.  | «Чужая земля»               | Кормільцев | Бутусов      | 5:04       |
| 6.  | «Прогулки по воде»          | Кормільцев | Бутусов      | 5:16       |
| 7.  | «Бесы»                      | Кормільцев | Бутусов      | 2:50       |
| 8.  | «Морской змей»              | Кормільцев | Бутусов      | 5:08       |
| 9.  | «На берегу безымянной реки» | Бутусов    | Бутусов      | 6:25       |
| 10. | «Летучая мышь»              | Кормільцев | Бутусов      | 6:25       |